# Pseudechis butleri
Pseudechis butleri là một loài rắn trong họ Rắn hổ. Loài này được Smith mô tả khoa học đầu tiên năm 1982.